# Planell de Vicenç
El Planell de Vicenç és una plana del terme municipal de Conca de Dalt, a l'antic terme de Toralla i Serradell, al Pallars Jussà, en territori que havia estat del poble de Serradell.
Es tracta d'una plana rompuda enmig del bosc, formant un camp de conreu del tot envoltat per bosc. És al sud-oest de Serradell, a la dreta del riu de Serradell. És al vessant nord de la Serra de Sant Salvador, al nord-est de l'Obac de Serradell.